# NGC 7559B
NGC 7559B (другие обозначения — PGC 70852, NGC 7559-2, MCG 2-59-13, ZWG 431.28) — галактика в созвездии Пегас.
Этот объект не входит в число перечисленных в оригинальной редакции «Нового общего каталога» и был добавлен позднее.